# 塚田文
塚田 文（つかだ あや、1976年9月17日 - ）は、松竹芸能所属のフリーアナウンサー。埼玉県狭山市出身。
身長159cm。

## 略歴
埼玉県立狭山清陵高等学校卒業後、英文系専門学校へ進む。
専門学校卒業後はバックパッカーとしてオーストラリアを放浪する。狭山市お茶娘、西武ライオンズマスコットガールを経てフリーアナウンサーに転じ生島企画室（現在のFIRST AGENT）に所属する。TBS、CS、FM NACK5等々での番組出演を経て、2005年山口放送に入社した。
2009年3月31日をもって山口放送を退社し、同年6月1日から日テレNEWS24のキャスターとなり、日本テレビの関連会社であるニチエンプロダクションに所属していたが、その後2018年4月に松竹芸能に移籍し、現在は関西を中心に活動している。なお、2019年4月以降は、松竹芸能所属のまま古巣・山口放送でも『アナウンサー』の肩書きで活動しており、同社ホームページの『アナウンサー・パーソナリティ』のページにも個別ページ・ブログが掲載されている。
2012年5月8日にブログを開設した。
趣味は、スポーツ。(スキー、水泳、ボルダリング、スノーボード)
好きな動物はヘビ・ヤモリ・トカゲ等の両性類。

## 現在の担当番組
（2019年4月現在）
- 6時のわかやま(テレビ和歌山、月曜キャスター)
- 熱血テレビ（山口放送、レポート担当）
- KRYニュース(山口放送)

## 過去の担当番組
テレビ
- KRYさわやかモーニング（水・木・金担当）
- ナビすた!（第1・3土曜10:10 - 10:25）※正式な番組名は「暮らしの番組」であるが、隔週おきに番組名が異なる。山口放送・自社制作番組を参照のこと。
- NNNニュース（2010年12月19日1:25 - 1:35） 
FIFAクラブワールドカップ2010決勝戦中継のため特別編成。日テレNEWS24と兼務。同番組のフリーアナウンサーの担当は異例。
- 日テレNEWS24 発掘!SP（日テレNEWS24（CS）・日本テレビ系列） - 2011年12月29日[10]
- 2夜連続スペシャルドラマ 積木くずし 最終章（インタビュアー役、フジテレビ） - 2012年11月23日 - 24日[11][12]
- 明日の光をつかめ 2013夏（東海テレビ制作、フジテレビ系列） アナウンサー役
- 日テレNEWS24関連
  - デイリープラネット金曜日「デイプラMONO事業部」レポーター、土曜日キャスター、Oha!4 NEWS LIVE月曜日「MONOトレジャー」
  - 午後いちニュース（祝日の場合はニュース30）
  - ニュース30+ ～政治＆マーケット解説～（祝日の場合はニュース30+）
  - 新着!エクスプレス30+ ～政治＆マーケット解説～（祝日の場合は新着!エクスプレス30+）
  - タイムライン（水曜）
- 日テレNEWS24（CS）
  - 水曜
    -       - 朝いちニュース
      - まーけっとNavi&ニュース
      - ストレイトニュース+（隔週）

  - 木曜
    -       - デイリープラネット

  - 金曜(木曜深夜からの続き)
    -       - さきがけニュース

  - 日曜
    - 午後いちニュース
    - ニュース30+

ラジオ
- さだとあ～やのラジKING
- NACK ON TOWN (リポーター)

## 雑誌
- 月刊スカパー！（ぴあ発行） 2009年9月号「キャスターの本音」